# Те Ранги Хироа
Те Ранги Хироа (маори Te Rangi Hīroa), также известный как сэр Питер Генри Бак (англ. Peter Henry Buck; 15 августа 1880, Уренуи, Новая Зеландия — 1 декабря 1951, Гонолулу, Гавайи, США) — новозеландский учёный и общественный деятель.
Те Ранги Хироа — один из создателей и руководителей так называемой младомаорийской партии — первой самостоятельной политической организации, возглавлявшей в 1890—1930 годах движение маори за политическое, экономическое и социальное равноправие с англо-новозеландцами, возрождение самобытной национальной культуры народа.

## Биография
Те Ранги Хироа родился 15 августа 1880 года в небольшом городе Уренуи в Новой Зеландии. Его отец, Уильям Генри Бак, был ирландцем, мать — представительницей народа маори. С культурой и языком маори будущего учёного ещё в раннем детстве познакомила его бабушка по материнской линии.
В 1899 году Те Ранги Хироа поступил в медицинский университет и, получив высшее медицинское образование, стал работать врачом среди маори, а позже в течение нескольких лет возглавлял ведомство по здравоохранению этого народа. По роду своей деятельности Те Ранги Хироа бывал в самых разных уголках Новой Зеландии, где широко знакомился с положением, бытом и культурой маори. Тогда же он связался с младомаорийской партией, защищавшей интересы коренных жителей Новой Зеландии.
В 1909—1914 годах — депутат парламента Новой Зеландии.
С началом Первой мировой войны участвовал в создании добровольческих частей из маори. Сам вступил в это подразделение в качестве военного медика. Участвовал в высадке в Галлиполи, боевых действиях во Франции и Бельгии. За храбрость, проявленную на поле боя, награждён орденом «За выдающиеся заслуги».
В 1927 году Те Ранги Хироа уехал на Гавайские острова, чтобы работать в этнографическим музее в Гонолулу. С 1936 года и до конца своих дней Те Ранги Хироа был директором этого музея.
В 1946 году возведён в рыцари-командоры ордена Святых Михаила и Георгия — за заслуги в области науки и литературы
В 1951 году он умер, немного не успев закончить последнюю крупную работу Explorers of the Pacific, которая была выпущена уже после его смерти в 1953 году.

## Публикации на русском языке
- Те Ранги Хироа. Мореплаватели солнечного восхода / Пер. с англ. М. В. Витова, Л. М. Сапгир. — М.: Изд-во иностранной литературы, 1950. — 268 с.: ил.
- Те Ранги Хироа. Мореплаватели солнечного восхода / Пер. с англ. М. В. Витова, Л. М. Паншечниковой. — М.: Географгиз, 1959. — 254 с.: ил.